# امیرمسعود برومند
دکتر امیرمسعود برومند (متولد۲۰ مهر ۱۳۰۷–۱۷ اسفند ۱۳۸۹) مهاجم پیشین تیم ملی فوتبال ایران در دههٔ بیست و سی خورشیدی و از نخستین گلزنان تاریخ فوتبال ایران است. او شاید تنها بازیکن ایرانی باشد که در تیم ملی دیگری نیز توپ زده‌ است، جایی که در خلال تحصیل در بیروت مدتی را در تیم ملی فوتبال لبنان بازی‌ کرد و حتی به کاپیتانی این تیم هم رسید. او پسر دایی همایون بهزادی، مهاجم دههٔ چهل فوتبال ایران بود.
برومند مانند بسیاری دیگر از شاگردان مکتب شاهین به تحصیل نیز اهمیت بسیاری می‌داد. برومند از سال ۱۳۵۴ تا سال ۱۳۵۶ رئیس فدراسیون وزنه‌برداری بود.
او دانش‌آموخته کارشناسی حقوق قضایی و دکترای حقوق سیاسی از دانشگاه تهران و کارشناسی و کارشناسی ارشد رشته علوم اداری از دانشگاه آمریکایی بیروت بود.

## دوران باشگاهی
امیرمسعود برومند بازی خود را در سال ۱۳۲۴ و از باشگاه فوتبال شهباز تهران شروع‌ کرد. سال بعد به شاهین تهران پیوست و تا سال ۱۳۳۷ در این باشگاه حضور داشت. زمانی که برای ادامهٔ تحصیل به آمریکا سفر کرد، در یکی از تیم‌های واشینگتن مشغول بازی شد و با این تیم توانست به قهرمانی همزمان در لیگ شرقی فوتبال آمریکا و نیز جام شرقی فوتبال آمریکا دست‌ یابد.

## دوران بازی‌های ملی
امیرمسعود برومند نخستین بازی ملی خود را در باخت ۳–۱ مقابل تیم ملی فوتبال ترکیه انجام‌ داد. این بازی در ۴ آبان ۱۳۲۶ و در ورزشگاه امجدیه برگزار شد و برومند تنها گل ایران را به‌ ثمر رساند. بنا بر روایتی این گل اولین گل تاریخ فوتبال ایران به‌ شمار می‌رود. (گروهی بر این عقیده‌اند که این بازی یک بازی رسمی بین‌المللی محسوب نمی‌شود)
امیرمسعود برومند حضور خود در تیم ملی را ۱۱ سال دیگر ادامه‌ داد و در دههٔ سی کاپیتان ایران بود، هرچند در این مدت بازی ملی زیادی برگزار نشد. او به‌عنوان اولین کاپیتان ایران در بازی‌های آسیایی ۱۹۵۱ حضورداشت و به نایب‌ قهرمانی هم رسید. این حضور را یک‌ بار دیگر و در بازی‌های آسیایی ۱۹۵۸ توکیو تکرار کرد، هر چند که در دور اول تیم ایران حذف شد.
نکتهٔ جالب زندگی ورزشی امیرمسعود برومند به حضور ۳ ساله‌اش در تیم ملی فوتبال لبنان بر می‌گردد. او که برای تحصیل در رشتهٔ مدیریت در دانشگاه آمریکایی بیروت در لبنان حضور داشت، برای تیم ملی فوتبال لبنان چند بازی انجام‌ داد که مهم‌ترین آن بازی دوستانه با یوگسلاوی است که برومند در آن بازی دو گل لبنان را به‌ثمر رساند اما لبنان با ۳ گل شکست‌خورد. برومند حتی کاپیتان این تیم هم شد و در آن روزگار به عنوان فرمانده ایرانی (به عربی: امیرالایرانی) نیز خطاب می‌شد.

## مرگ
برومند به دلیل عفونت ریه و سکته قلبی به بیمارستانی در تهران منتقل شد و در آنجا درگذشت.

## آمار ملی

### بازی‌های ملی
| ایران | ایران | ایران |
| سال   | بازی  | گل    |
| ----- | ----- | ----- |
| ۱۹۴۷  | ۱     | ۱     |
| ۱۹۴۹  | ۱     | ۲     |
| ۱۹۵۰  | ۲     | ۳     |
| ۱۹۵۱  | ۴     | ۱     |
| ۱۹۵۲  | ۱     | ۰     |
| ۱۹۵۸  | ۲     | ۰     |
| مجموع | ۱۱    | ۷     |

## گل‌های ملی

### ایران[۲]
| شماره | تاریخ         | میزبان  | بازی ملی | حریف      | نتیجه | رقابت               |
| ----- | ------------- | ------- | -------- | --------- | ----- | ------------------- |
| ۱     | ۲۶ اکتبر ۱۹۴۷ | تهران   | ۱        | ترکیه     | ۱–۳   | دوستانه             |
| ۲     | ۲۶ اکتبر ۱۹۴۹ | تهران   | ۲        | افغانستان | ۴–۰   | دوستانه             |
| ۳     | ۲۶ اکتبر ۱۹۴۹ | تهران   | ۲        | افغانستان | ۴–۰   | دوستانه             |
| ۴     | ۲۷ اکتبر ۱۹۵۰ | تهران   | ۴        | پاکستان   | ۵–۱   | دوستانه             |
| ۵     | ۲۷ اکتبر ۱۹۵۰ | تهران   | ۴        | پاکستان   | ۵–۱   | دوستانه             |
| ۶     | ۲۷ اکتبر ۱۹۵۰ | تهران   | ۴        | پاکستان   | ۵–۱   | دوستانه             |
| ۷     | ۸ مارس ۱۹۵۱   | دهلی نو | ۷        | ژاپن      | ۳–۲   | بازی‌های آسیایی ۱۹۵۱ |

### لبنان
| تاریخ | محل          | حریف     | نتیجه | نوع مسابقه | گل‌ها |
| ----- | ------------ | -------- | ----- | ---------- | ---- |
|       | لبنان، بیروت | یوگسلاوی | ۳–۲   | دوستانه    | ۲    |

## مقام‌ها
- ۱۳۲۹: نایب‌ قهرمان بازی‌های آسیایی ۱۹۵۱ با تیم ملی فوتبال ایران
- ۱۳۲۶: نایب‌ قهرمان مسابقات لیگ تهران با شاهین تهران
- ۱۳۲۷: قهرمان جام حذفی با شاهین تهران
- ۱۳۲۸: قهرمان جام حذفی با شاهین تهران
- ۱۳۲۸: نایب‌ قهرمان مسابقات لیک تهران با شاهین تهران
- ۱۳۲۹: قهرمان جام حذفی با شاهین تهران
- ۱۳۳۰: قهرمان مسابقات لیگ تهران با شاهین تهران
- ۱۳۳۲: نایب‌ قهرمان جام حذفی با شاهین تهران
- ۱۳۳۵: نایب‌ قهرمان مسابقات لیگ تهران با شاهین تهران
- ۱۳۳۶: نایب‌ قهرمان جام حذفی با شاهین تهران
- ۱۳۳۷: قهرمان مسابقات لیگ شرقی آمریکا و جام شرقی فوتبال آمریکا